# ۲۳۶ (عدد)
۲۳۶ یک عدد طبیعی است که بعد از ۲۳۵ و قبل از ۲۳۷ قرار دارد.